# グレン・ティプトン
グレン・レイモンド・ティプトン（Glenn Raymond Tipton, 1947年10月25日 - ）は、イギリスのウェスト・ミッドランズ州ブラックヒース出身のギタリスト。同国のヘヴィメタルバンド、ジューダス・プリーストのメンバーである。身長180 cm。

## 経歴・人物
フライング・ハット・バンドで活動した後、1974年にジューダス・プリーストに加入、以後固定メンバーとして活動。バンドではK・K・ダウニングとともにリード・ギターを担当し、作曲でも多くの作品に携わっている。近年はジューダス・プリーストのアルバムのプロデューサーも兼任している。また、1990年代にソロ活動も開始した。
2018年2月、10年ほどパーキンソン病を患っていることを公表。2018年発売のアルバム『Firepower』に伴うツアーには参加せず、代役としてアンディ・スニープが参加した。
ブルースに強い影響を受けたが、特にその中でもスティーヴ・ウィンウッドのインパクトが強かったと語っている。他にディープ・パープル、レッド・ツェッペリンなどの名を挙げているが、特にジミ・ヘンドリックスやロリー・ギャラガーには強い影響を受けた。
ゴルフやテニスなどのスポーツ、模型飛行機や絵画など多彩な趣味を持つが、余暇を見つけては釣りなどのアウトドアに出かけている。

## ディスコグラフィー
ジューダス・プリーストの作品は当該項目を参照。
- Baptizm Of Fire（1997年）- 1曲のみ、ビリー・シーン、コージー・パウエル、ドン・エイリーがゲスト参加。
- Edge Of The World（2006年）- ジョン・エントウィッスル（元ザ・フー）、コージー・パウエルが全面参加。1996年にレコーディングされ同年に発表される予定だった。しかし、レコード会社に「古臭い」と作り直しを要求され、10年近くの間、お蔵入り状態になっていた。